# Charles Orman
Pour les articles homonymes, voir Orman (homonymie).
Charles Edward Orman, né le 6 septembre 1859 en Inde et mort le 11 février 1927 en Angleterre, est un joueur de cricket et soldat anglais. Il joue deux matchs pour l'Essex en 1896.
Il est nommé en 1878 au Collège militaire royal de Sandhurst et est promu major dans le régiment d'Essex en 1895. En 1893, il épouse Blanche Lintorn Simmons, fille du maréchal Sir Lintorn Simmons. La famille Orman adopte le nom de famille de Lintorn-Orman en 1912.